# Charles-René Collin
Charles-René Collin   (Saint-Brieuc, 20 de novembre de 1827 - Saint-Brieuc, 2 de març de 1911) fou un francès organista i compositor.
Procedent d'una família de músics, va ocupar l'orgue de la catedral de Saint-Brieuc del 1845 al 1909 i es va interessar molt per les populars cançons bretones, de les quals va fer arranjaments per a orgue.

## Família i educació
El seu pare, Julien Collin, era el titular de l'orgue de la catedral de Saint-Brieuc i Charles-René el va succeir. Un altre fill, Pierre, també era organista, mentre que els altres quatre germans, Jules, Louis, Félix i Auguste, entren a la carrera eclesiàstica i es convertiran en canonges de la catedral, dirigint al seu torn els cors religiosos, tocant i també component música.
Charles-René va ser enviat a estudiar a París i es va convertir en un dels rars deixebles de Louis James Alfred Lefébure-Wély, titular dels òrgans de Saint-Roch i molt apreciat. Charles-René va entrar al Conservatori nacional de música de París.
El seu fill gran, Charles-Augustin Collin (1863-1938), va ser també un compositor prolífic i el seu altre fill, Julian, com el Sullian Collin prendre una part activa en el moviment regionalista Breton a principis de segle xx. Va ser el redactor en cap d'una revista crítica musical, el "Sonneur de Bretagne"", que només va aparèixer durant tres anys. No tractava de música bretona.

## Relacions professionals
Es va fer amic del gran constructor d'orgues Aristide Cavaillé-Coll i va mantenir estrets vincles amb tres dels més grans organistes francesos, César Franck, Alexandre Guilmant i Charles-Marie Widor. Tot i que era un músic provincià, estava en sintonia amb la vida musical del seu temps.
També va tenir relacions estretes amb el seu company organista de la basílica Notre-Dame de Bon-Secours de Guingamp, el belga Pierre Thielemans amb motiu de la mort del qual va compondre el 1906 una marxa elegíaca.

## Tomba
La seva monumental tomba de gres amb medallons de bronze és visible al cementiri de Saint-Michel de Saint-Brieuc. Obra notable de Paul Guibé, també és la de tota la seva família propera.

## Obres
- L'Hermine, fantasia bretona per a piano
- March of Arthur (Bale Arzur), transcripció per al piano dels seus Chants de la Bretagne
- Els batidors de blat, capritx rústic op. 18, per a piano
- Le Soir, somni per a piano
- Una nit d'estiu al llac, somni per al piano
- Marxa elegíaca en honor de Pierre Thielemans, organista de la basílica Notre-Dame-de-Bon-Secours de Guingamp
- Dos preludis per a orgue dedicats a Joseph Bazin, organista de St-Jérôme de Tolosa de Llenguadoc
- The Christian Organist, 80 himnes populars i cançons litúrgiques transcrites i parafrasejades per a orgue harmonium o orgue de tub
- Les festes de l'any sobre temes litúrgics, per a orgue o harmònium

## Homenatge
Un "carrer Charles Collin" és així anomenat en honor seu a Saint-Brieuc.